# Rudolf Lange (arkitekt)
Rudolf Lange, född 4 oktober 1874 i Uddevalla, död 1 december 1927 i Göteborg, var en svensk ingenjör och arkitekt. 
Lange var son till Emil Georg Lange och dennes hustru Hedvig Erika Maria, född Kafle. Han läste vid Uddevalla Allmänna Läroverk och avlade teknisk examen 1896. Han var anställd vid järnbruk fyra år, bland annat vid Surahammars Bruk. Mellan åren 1901 och 1907 praktiserade han vid olika arkitekt- och byggnadsfirmor i Göteborg och öppnade egen praktik där 1907. Rudolf Lange är begravd på Östra kyrkogården i Göteborg.

## Byggnader
Lange har bland annat ritat eller ritat om:
- Epidemisjukhus Hallands, Göteborgs och Bohus, Älvsborgs, Kronobergs län (c:a 20 st).
- Göteborgs och Bohus, Hallands och Kronobergs läns lungsanatorier, så som Fagereds sanatorium (1914) och Svenshögens sanatorium (1911)
- Två vattentorn (1916 och 1926) vid Kustsanatoriet Apelviken, Varberg
- Kommunalhus i Långedrag (1915) [4]
- Länslasarett, Barnarpsgatan 48, Jönköping (1920)
- Dalsjöfors station - Dalsjöfors
- Renströmska badet - Göteborg
- Tingshuset - Kvistrum, Munkedal
- Kvarnbyskolan - Mölndal (med Harald Olsson) (1925)
- Folkskolor Ljungby, Ljusne, Krokslätt
- Tingshuset - Varekil

## Bilder

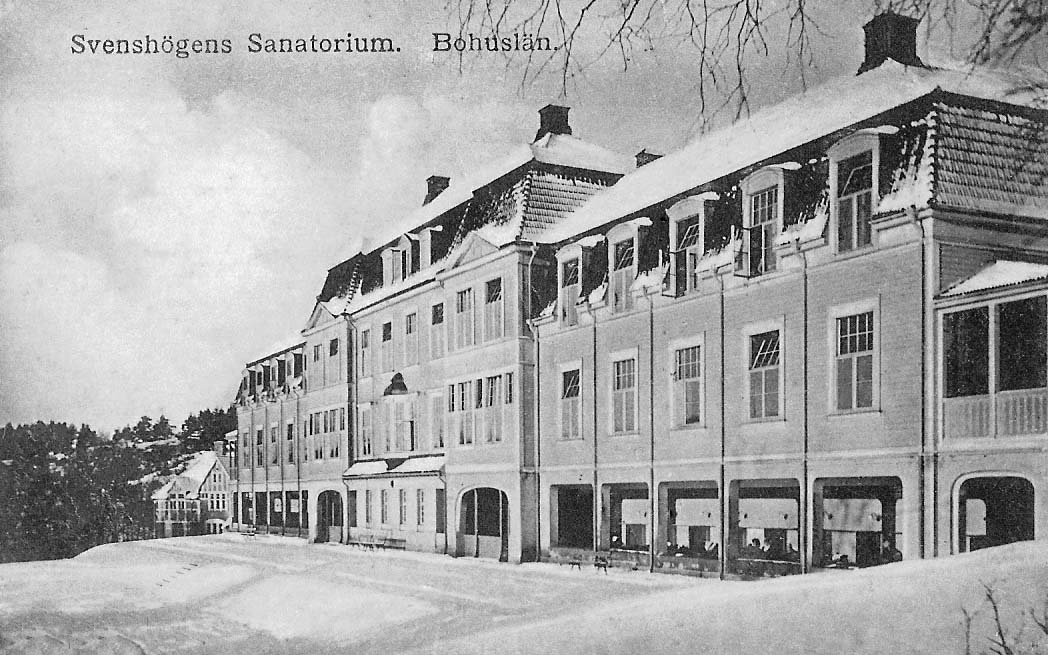
Svenshögens Sanatorium
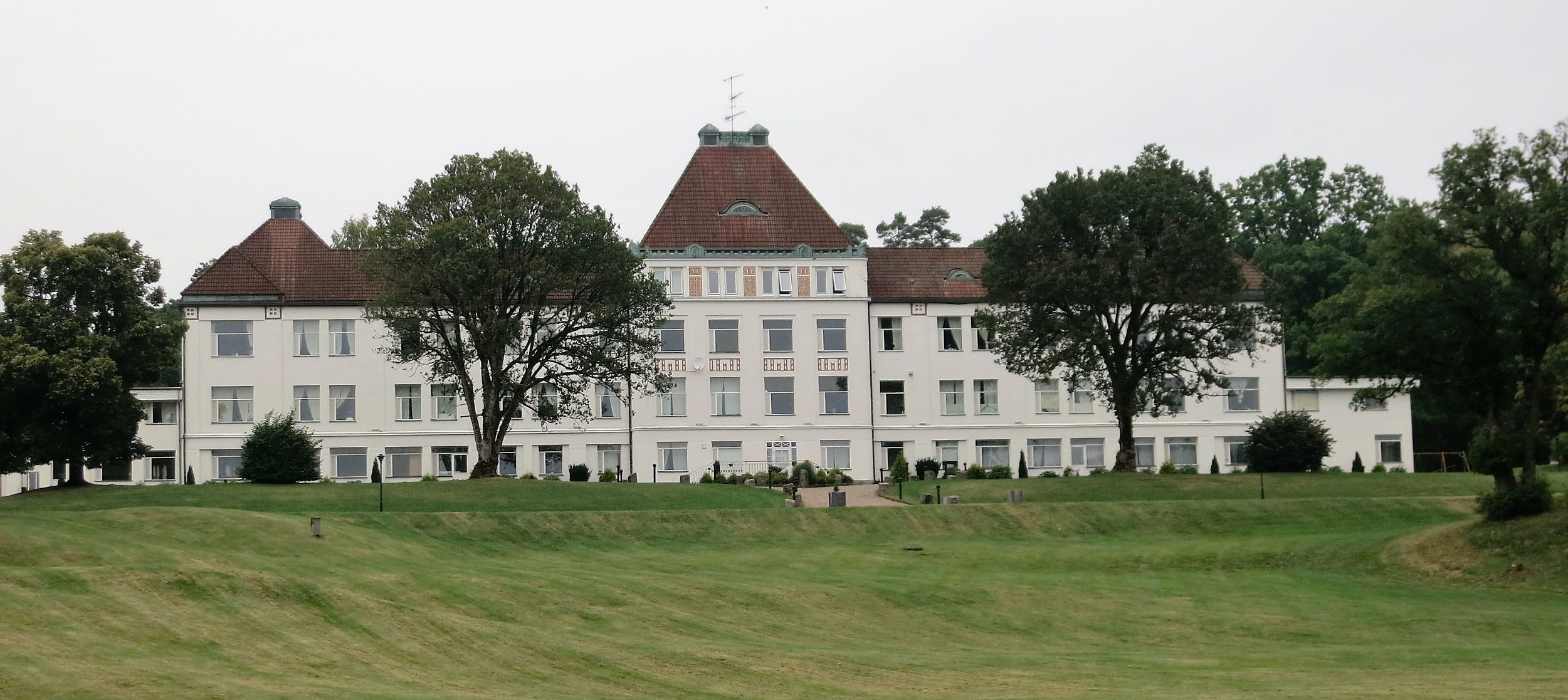
Fagered sanatorium
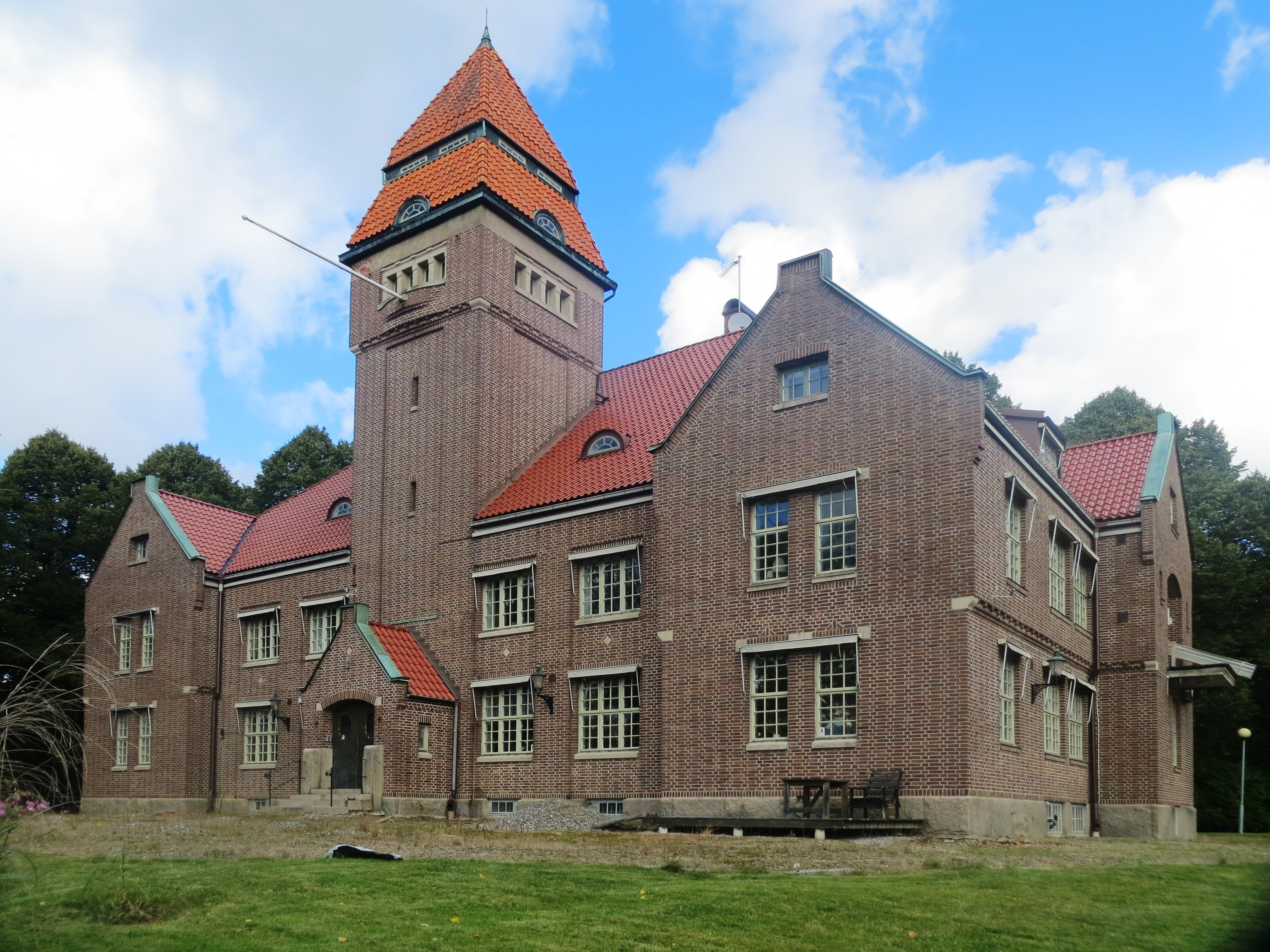
Tingshuset i Kviström
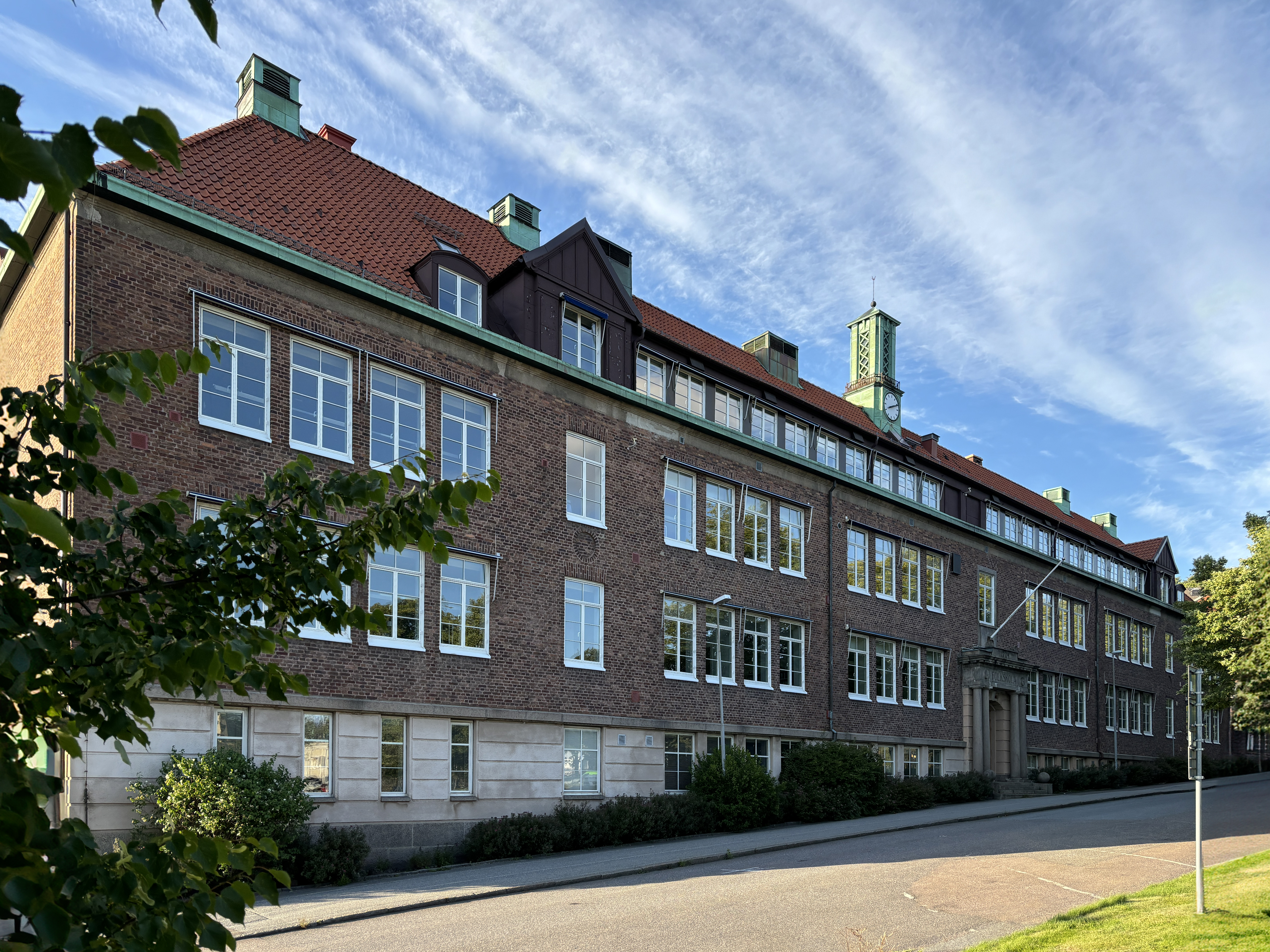
Kvarnbyskolan
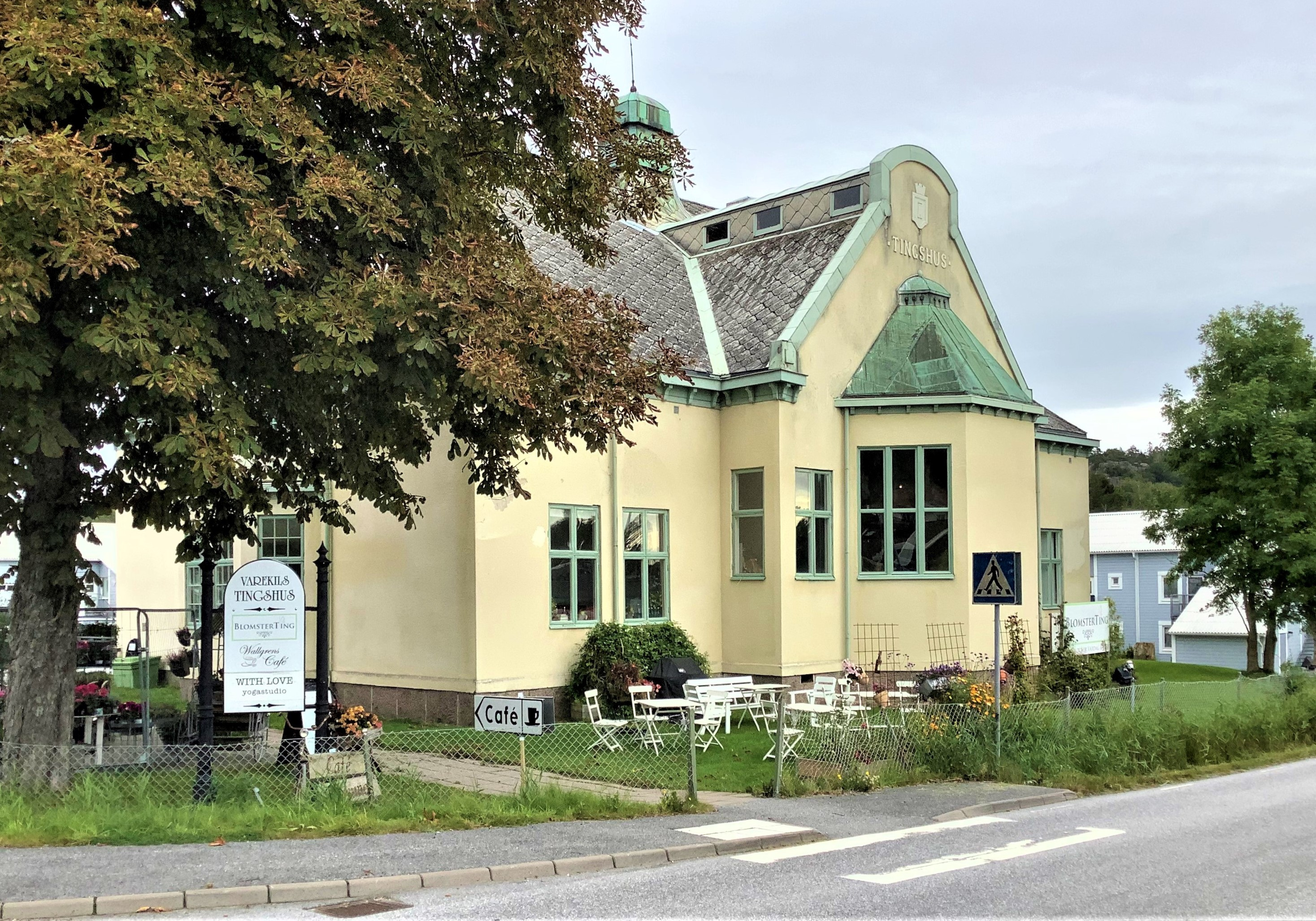
Tingshuset i Varekil, 1911-1912

### Webbkällor
- Lange, Rudolf